# Antennarius biocellatus
Antennarius biocellatus är en fiskart som först beskrevs av Cuvier, 1817.  Antennarius biocellatus ingår i släktet Antennarius och familjen Antennariidae. Inga underarter finns listade i Catalogue of Life.